# Dactylostylis
Dactylostylis är ett släkte av kräftdjur. Dactylostylis ingår i familjen Janirellidae.
Kladogram enligt Catalogue of Life:
| Dactylostylis | \| \| Dactylostylis acutispinis \| \| \| \| \| \| Dactylostylis serrata \| \| \| \| \| \| Dactylostylis walfishensis \| \| \| \| |
|               | \| \| Dactylostylis acutispinis \| \| \| \| \| \| Dactylostylis serrata \| \| \| \| \| \| Dactylostylis walfishensis \| \| \| \| |
|               | Janirella |
|               | |
|               | Triaina |
|               | |
|               | Dactylostylis acutispinis |
|               | |
|               | Dactylostylis serrata |
|               | |
|               | Dactylostylis walfishensis |
|               | |

|  | Dactylostylis acutispinis  |
|  |                            |
|  | Dactylostylis serrata      |
|  |                            |
|  | Dactylostylis walfishensis |
|  |                            |